# Mothers Against Drunk Driving
Mothers Against Drunk Driving (abrégé en MADD) (en français : Les mères contre l'alcool au volant) est une association américaine à but non lucratif, qui se donne pour but de mettre un terme à la conduite en état d'ébriété, de soutenir les victimes de telles conduites, de prévenir la consommation d'alcool par des mineurs, et d’œuvrer pour une législation plus stricte à l'égard de la consommation d'alcool de façon générale. L'association est basée à Irving (au Texas), et a été fondée en 1980 par Candice Lightner après que sa fille de 13 ans ait été tuée par un chauffeur ivre, Clarence Bush, alors âgé de 46 ans et travaillant dans une conserverie.

## Histoire
Candice (Candy) Lightner est la fondatrice de l'organisation Mothers Against Drunk Driving.
En 1980, la fille de Lightner âgée de 13 ans, Cari, est tuée par un conducteur en état d'ébriété alors qu'elle traversait une route en Californie. Le conducteur, âgé de 46 ans, est récemment arrêté pour un autre accident toujours sous l'effet de l'alcool.
Un film télévisé de 1983 sur Lightner sert de publicité pour le groupe et s'accroit rapidement.
Au plus tôt des années 1980, l'association attire l'attention du Congrès des États-Unis. Frank R. Lautenberg, sénateur du New Jersey, n'appréciait pas le fait que les jeunes individus du New Jersey pouvaient facilement traverser New York pour acheter des boissons alcoolisées, et ainsi transgresser les lois du New Jersey interdisant toute consommation d'alcool en dessous de la limite d'âge autorisée (21 ans). Le groupe gagne grâce à l'imposition de la loi fédérale de 1984, National Minimum Drinking Age Act, introduisant une peine pour les États n'interdisant pas la consommation d'alcool aux individus âgés de moins de 21 ans. Lorsque la Cour suprême des États-Unis introduit la loi pour le cas de South Dakota v. Dole en 1987, chaque État ainsi que le District de Columbie capitule en 1988 (excepté les territoires de Porto Rico et Guam).
En 1990, MADD Canada est fondé.